# گرگو وولر
گرگو وولر (مجاری: Wöller Gergő؛ زادهٔ ۱۸ مارس ۱۹۸۳) کشتی‌گیر اهل مجارستان است.